# Develop (Zeitschrift)
Develop war eine elfmal jährlich erscheinende Fachzeitschrift des britischen Verlags Intent Media für die Computerspielbranche. Das Magazin erschien in digitaler und Printform, der Sitz der Redaktion befand sich in Hertford, Hertfordshire.

## Beschreibung
Das Magazin erschien erstmals 1996 im Verlag Blenheim Business Publications unter dem Titel Develop!: The newsletter for producers, designers, and publishers of interactive entertainment. Seit 2000 erschien das Magazin im Verlag Intent Media. Es richtete sich vor allem an Computerspielentwickler und war offen für Beiträge aller Personen, die im Computerspielsektor tätig sind. Es bezeichnete sich selbst als “the only magazine written by, for and about games developers” (deutsch: „das einzige Spielemagazin, das von, für und über Spieleentwickler geschrieben wird“). Im März 2007 präsentierte der Verlag ein großangelegtes Redesign der Zeitschrift. Daneben betrieb das Magazin seit Juli 2007 erst unter developmag.com, später unter develop-online.net, ein begleitendes Onlineportal. Mit Stand August 2013 hatte das Portal monatlich durchschnittlich über 320.000 Unique Visits und etwas weniger als 600.000 Seitenabrufe.
Im November 2017 gab NewBay bekannt, dass im Frühjahr 2018 alle Aktivitäten sowie das Magazin Develop eingestellt werden. Dadurch existiert im Verlag nur noch die Marke MCVUK.

## Weitere Aktivitäten
Develop 100 war ein jährlich vom Magazin herausgegebenes Ranking für Spieleentwickler. Es bewertet die bedeutendsten Spieleentwickler anhand einer Vielzahl von Kriterien, darunter Verkaufsdaten, Kritikermeinungen und Stand des Unternehmens innerhalb der Branche.
Seit 2006 veranstaltete das Magazin in Brighton jährlich die Fachtagung The Develop Conference.

## Develop Industry Excellence Awards
Jährlich im Juli richtete das Magazin die Develop Industry Excellence Awards aus, bei denen in mehreren Kategorien innovative Computerspiele, Entwicklerstudios und Dienstleister geehrt wurden.

### 2007
- Neue Konsolen-/PC-IP: MotorStorm (Evolution Studios/SCEE External Development)
- Neue Handheld-IP: Crush (Zoe Mode)
- Beste Umsetzung einer Lizenz: Lego Star Wars 2 (Traveller’s Tales)
- Visuelle Gestaltung: Rare (Viva Piñata)
- Audioerrungenschaften: FreeStyle (B-Boy)
- Publishing Hero: Sega
- Innovation: Realtime Worlds (Crackdown)
- Tools Provider: Havok
- Best Use of Online: Eden Studios (Test Drive Unlimited)
- Services & Outsourcing: Babel Media
- Recruitment Company: Datascope
- Neues UK-Studio: Realtime Worlds
- Bestes Handheld-Studio: Rockstar Leeds
- Business Development: Blitz
- Unabhängiger Entwickler: Traveller’s Tales
- In-House Developer: Ubisoft France
- Entwicklerlegende: Ian Hetherington
- Grand Prix: Sony Computer Entertainment

Quelle

### 2008
- Beste neue IP: Lost Winds (Frontier Developments)
- Beste Umsetzung einer Lizenz: Lego Indiana Jones: Die legendären Abenteuer (Traveller's Tales)
- Visuelle Gestaltung: Rockstar North (Grand Theft Auto IV)
- Audioerrungenschaften: Rockstar North (Grand Theft Auto IV)
- Publishing Hero: Nintendo
- Tools Provider: Epic Games
- Technische Innovation: Natural Motion / Image Metrics (Grand Theft Auto IV)
- Kreative Dienstleistung: Richard Jacques Studios
- Services: Babel Media
- Recruitment Company: OPM
- Games:Edu New Talent Award: University of Abertay & Dare to be Digital
- Business Development: Realtime Worlds
- Bestes Mobile-Studio: Ideaworks3D
- Bester In-House-Entwickler: Rockstar North
- Bestes neues UK-/europäisches Studio: Doublesix
- Bester unabhängiger Entwickler: Splash Damage
- Grand Prix: Rockstar Games

Quelle

### 2009
- Beste neue IP: LittleBigPlanet (Media Molecule)
- Beste Umsetzung einer Lizenz: Lego Batman: Das Videospiel (Traveller's Tales)
- Visuelle Gestaltung: Little Big Planet (Media Molecule)
- Audioerrungenschaften: Fable II (Lionhead Studios)
- Publishing Hero: Apple
- Technische Innovation: Little Big Planet (Media Molecule)
- Bester Tools Provider: Autodesk
- Beste Engine: Unreal Engine 3 (Epic Games)
- Recruitment Company: Amiqus
- Services: Audiomotion
- Kreative Dienstleistung: Side & Sidelines
- Bestes neues Studio: Media Molecule
- Bestes Handheld-Studio: Rockstar Leeds
- Business Development: Playfish
- Bester unabhängiger Entwickler: Media Molecule
- Best In-House-Team: Rockstar North
- Entwicklerlegende: Phil Harrison
- Lifetime Achievement Award: Jacqui Lyons
- Grand Prix: Codemasters

Quelle

### 2010
- Best New IP: Heavy Rain (Quantic Dream)
- Best New Download IP: Angry Birds (Rovio Entertainment)
- Beste Umsetzung einer Lizenz oder IP: Batman: Arkham Asylum (Rocksteady Studios)
- Visuelle Gestaltung: Split/Second: Velocity (Black Rock Studio)
- Audioerrungenschaften: DJ Hero (FreeStyleGames)
- Publishing Hero: Channel 4
- Technische Innovation: Unity
- Tools Provider: Hansoft
- Engine: Unreal Engine 3 (Epic Games)
- Services: Testology
- Audio-Dienstleistung: Side
- Visuelle Dienstleistung: Axis Animation
- Recruitment Company: Amiqus
- Bestes neues Studio: Hello Games
- Micro Studio: Hello Games
- Handheld-Studio: SCE Cambridge
- Business Development: Sony XDev
- In-House-Studio: Rocksteady Studios
- Unabhängiges Studio: Quantic Dream
- Entwicklerlegenden: Andrew & Paul Gower
- Grand Prix: Unity Technologies

Quelle

### 2011
- Neue IP: Enslaved (Ninja Theory)
- Neue Download-IP: Minecraft (Mojang Specifications)
- Umsetzung einer Lizenz oder IP: F1 2010 (Codemasters Birmingham)
- Visuelle Gestaltung: Limbo (Playdead)
- Audioerrungenschaften: Papa Sangre (Somethin’ Else)
- Publishing Hero: Valve Corporation
- Technische Innovation: Kinect (Microsoft Research Cambridge)
- Audio-Dienstleistung: Side UK
- Visuelle Dienstleistung: Axis Animation
- Services: Audiomotion
- Recruitment: Specialmove
- Tools Provider: Autodesk
- Engine: Unreal Engine 3 (Epic Games)
- Neues Studio: Mojang Specifications
- Micro Studio: Mojang Specifications
- Handheld-Studio: Rovio Mobile
- Business Development: Mind Candy
- In-House-Studio: Media Molecule
- Unabhängiges Studio: Crytek
- Entwicklerlegende: Ian Livingstone
- Grand Prix: Rovio Mobile

Quelle

### 2012
- Neue IP: Frozen Synapse (Mode 7 Games)
- Umsetzung einer Lizenz oder IP: Batman: Arkham City (Rocksteady Studios)
- Use of Narrative: Dear Esther (The Chinese Room)
- Visuelle Gestaltung: Rayman Origins (Ubisoft Montpellier)
- Audioerrungenschaften: Battlefield 3 (EA Dice)
- Publishing Hero: Steam
- Technische Innovation: Enlighten (Geomerics)
- Use of Online: World of Tanks (Wargaming.net)
- Audio-Dienstleistung: Cubic Motion
- Visuelle Dienstleistung: Side
- Services: VMC Game Labs
- Tools Provider: Epic Games
- Engine: Unity 3.5
- Recruiter: Amiqus
- Neues Studio: Bossa Studios
- Micro Studio: Thechineseroom
- Business Development: NaturalMotion Games
- Unabhängiges Studio: CCP Games
- In-House-Studio: Creative Assembly
- Entwicklerlegende: David Perry
- Grand Prix: Mind Candy

Quelle

### 2013
- Neue IP: Clash of Clans (Supercell)
- Umsetzung einer Lizenz oder IP: Angry Birds: Star Wars (Rovio Entertainment)
- Visuelle Gestaltung: Crysis 3 (Crytek)
- Audioerrungenschaften: Wonderbook: Book of Spells (London Studio)
- Use of Narrative: Thomas Was Alone (Mike Bithell)
- Publishing Hero: Kickstarter UK
- Online-Innovation: Curiosity (22Cans)
- Technische Innovation: Oculus Rift (Oculus VR)
- Tools Provider: Unity Technologies
- Engine: Unreal Engine (Epic Games)
- Services: Audiomotion
- Kreative Leistung (Visuell): Realtime UK
- Kreative Leistung (Audio): Side für Ni no Kuni: Der Fluch der Weißen Königin
- Recruiter: Amiqus
- Micro Studio: Fireproof Games
- Business Development: King
- Unabhängiges Studio: Supercell
- In-House-Studio: Boss Alien
- Neues Studio: Playground Games
- Entwicklerlegenden: Tim Sweeney & Mark Rein (Epic Games)

Quelle